# Liga Nacional de Futsal 2000
Die Liga Nacional de Futsal 2000 war die fünfte Spielzeit einer brasilianischen Futsalliga, der Liga Nacional de Futsal. Sie wurde vom Confederação Brasileira de Futsal ausgerichtet.

## Modus
Der Wettbewerb wurde in vier Phasen ausgetragen, zwei Vorrunden sowie Halb- und Finalspiele. In der ersten Runde traten alle Klubs im Ligaverfahren aufeinander. Die acht besten Teams zogen in die zweite Runde ein. Hier wurden zwei Gruppen je vier Klubs wieder im Ligamodus aufeinander. Die ersten beiden einer Gruppe zogen ins Halbfinale ein. Ab diesem folgte der Wettbewerb dem Pokalmodus mit Hin- und Rückspiel.

## Teilnehmer
- Atlético Mineiro
- EC Banespa
- Associação Carlos Barbosa de Futsal
- SC Corinthians
- CR Flamengo
- Foz Futsal
- ADC General Motors
- Goiás EC
- SC Internacional
- Minas Tênis Clube
- FC São Paulo
- CR Vasco da Gama
- SC Ulbra
- Universidade de Caxias do Sul/Moreflex

## 1. Runde
| Pl. | Verein               | Sp. | S  | U  | N  | Tore    | Diff. | Punkte |
| --- | -------------------- | --- | -- | -- | -- | ------- | ----- | ------ |
| 1.  | CR Vasco da Gama     | 26  | 20 | 0  | 6  | 113:730 | +40   | 60     |
| 2.  | SC Ulbra             | 26  | 15 | 1  | 10 | 096:780 | +18   | 46     |
| 3.  | FC São Paulo         | 26  | 13 | 7  | 6  | 108:920 | +16   | 46     |
| 4.  | Atlético Mineiro (M) | 26  | 12 | 6  | 8  | 128:111 | +17   | 42     |
| 5.  | EC Banespa           | 26  | 11 | 9  | 6  | 111:105 | +6    | 42     |
| 6.  | CR Flamengo          | 26  | 11 | 8  | 7  | 098:880 | +10   | 41     |
| 7.  | General Motors       | 26  | 9  | 11 | 6  | 106:910 | +15   | 38     |
| 8.  | Carlos Barbosa       | 26  | 11 | 4  | 11 | 089:860 | +3    | 37     |
| 9.  | SC Internacional     | 26  | 10 | 4  | 12 | 114:133 | −19   | 34     |
| 10. | SC Corinthians       | 26  | 8  | 7  | 11 | 082:790 | +3    | 31     |
| 11. | Goiás EC             | 26  | 7  | 5  | 14 | 083:108 | −25   | 26     |
| 12. | Foz Futsal           | 26  | 6  | 6  | 14 | 087:121 | −34   | 24     |
| 13. | UCS/Moreflex         | 26  | 6  | 4  | 16 | 091:106 | −15   | 22     |
| 14. | Minas Tênis Clube    | 26  | 5  | 4  | 17 | 103:138 | −35   | 19     |

| Zum Saisonende 1999: |                       |
| (M)                  | Meister des Vorjahres |

## 2. Runde

### Gruppe A

#### Tabelle
| Pl. | Verein               | Sp. | S | U | N | Tore    | Diff. | Punkte |
| --- | -------------------- | --- | - | - | - | ------- | ----- | ------ |
| 1.  | CR Vasco da Gama     | 6   | 5 | 0 | 1 | 034:190 | +15   | 15     |
| 2.  | Atlético Mineiro (M) | 6   | 3 | 1 | 2 | 027:250 | +2    | 10     |
| 3.  | CR Flamengo          | 6   | 2 | 0 | 4 | 019:300 | −11   | 06     |
| 4.  | Carlos Barbosa       | 6   | 1 | 1 | 4 | 022:280 | −6    | 04     |

| Zum Saisonende 1999: |                       |
| (M)                  | Meister des Vorjahres |

#### Kreuztabelle
|          | Atlético | Barbosa | Flamengo | Vasco |
| -------- | -------- | ------- | -------- | ----- |
| Atlético | –        | 6:3     | 7:5      | 3:6   |
| Barbosa  | 4:4      | –       | 7:3      | 5:7   |
| Flamengo | 3:2      | 4:1     | –        | 0:4   |
| Vasco    | 4:5      | 4:2     | 9:4      | –     |

### Gruppe B

#### Tabelle
| Pl. | Verein             | Sp. | S | U | N | Tore    | Diff. | Punkte |
| --- | ------------------ | --- | - | - | - | ------- | ----- | ------ |
| 1.  | ADC General Motors | 5   | 3 | 1 | 1 | 020:170 | +3    | 10     |
| 2.  | SC Ulbra           | 5   | 3 | 0 | 2 | 015:120 | +3    | 09     |
| 3.  | EC Banespa         | 5   | 2 | 1 | 2 | 021:240 | −3    | 07     |
| 4.  | FC São Paulo       | 3   | 0 | 1 | 2 | 008:110 | −3    | 01     |

#### Kreuztabelle
|                | Banespa | GM  | São Paulo | Ulbra |
| -------------- | ------- | --- | --------- | ----- |
| Banespa        | –       | 5:6 | 6:6       | 5:2   |
| General Motors | 4:4     | –   | 4:2       | 4:3   |
| São Paulo      |         |     | –         |       |
| Ulbra          | 6:1     | 3:2 | 1:0       | –     |

## Finalrunde

### Turnierplan
|  | Halbfinale       | Halbfinale |                  |                  | Finale | Finale |
|  |                  |            |                  |                  |        |        |
|  |                  |            |                  |                  |        |        |
|  | SC Ulbra         | 4 / 5      |                  |                  |        |        |
|  | CR Vasco da Gama | 6 / 4      |                  |                  |        |        |
|  |                  |            | CR Vasco da Gama | 3 / 4            |        |        |
|  |                  |            |                  | Atlético Mineiro | 1 / 2  |        |
|  | Atlético Mineiro | 3 / 2      |                  |                  |        |        |
|  | General Motors   | 3 / 0      |                  |                  |        |        |
|  |                  |            |                  |                  |        |        |

### Halbfinale
|                    | Gesamt |                  | Hinspiel | Rückspiel |
| ------------------ | ------ | ---------------- | -------- | --------- |
| SC Ulbra           | 9:10   | CR Vasco da Gama | 4:6      | 5:4       |
| ADC General Motors | 3:5    | Atlético Mineiro | 3:3      | 0:2       |

### Finale
|                  | Gesamt |                  | Hinspiel | Rückspiel |
| ---------------- | ------ | ---------------- | -------- | --------- |
| CR Vasco da Gama | 7:3    | Atlético Mineiro | 3:1      | 4:2       |